# Grzegorz Hyży
Grzegorz Hyży (* 27. květen 1987 Gniezno, Velkopolské vojvodství, Polsko) je polský zpěvák, finalista třetí sezóny velké verze X Faktor, zakladatel a lídr skupiny Grzegorz Hyży & Band.

## Mládí a vzdělání
Pochází ze skromné, hudební rodiny. Jeho dědeček hrál na akordeon, strýc ho naučil hrát na kytaru a teta hrála na dudy. Vystudoval střední školu č. 1 ve městě Gniezno. Přes 10 let cvičil capoeiru a následně obdržel v tomto oboru hodnost instruktora.

## Hudební kariéra
Grzegorz Hyży započal svou hudební kariéru na konci srpna 2010, kdy po jednom z jam session koncertů v Poznani spolu s kamarády založil kapelu BrytFunky. Skupina se rozpadla po roce spolupráce a zpěvák se stal zakladatelem a lídrem formace Grzegorz Hyży & Band. Jejími členy byli hudebníci, kteří působili ve skupinách jako jsou Lans Vegas nebo Whiskey River: kytarista Maciej Jałowski, klávesista Kuba Wilczek, bubeník Damian Krawczyk a basista Grzegorz Nowak.
V roce 2013 se zúčastnil třetí sezóny X Factor, ve které zkusila štěstí i jeho manželka Maja. Manželé předstoupili před porotu samostatně (Tatiana Okupnik, Czesław Mozil a Kuba Wojewódzki) a oba postoupili do další fáze. Dvojice se dostala do semifinále soutěže, ze které se kvalifikoval do finále pouze Grzegorz. Ve dinále soutěže Grzegorz Hyży obsadil druhé místo, když prohrála pouze s Klaudií Gawor. Ve finále vystoupil v duetu s Reou Garveyem ze skupiny Reamonn.
V dubnu 2014 vydal svůj debutový singl „Na chwilę”, který obsadil 1. místo v polském hudebním žebříčku Airplay. Píseň byla předzvěstí debutového studiového album zpěváka s názvem Z całych sił, jehož premiéra se uskutečnila 27. května 2014. Spoluautorem a spoluproducentem desky byl Bartosz „Tabb” Zielony.

## Osobní život
Grzegorz Hyży byl zasnouben se zpěvačkou Majou Hyży, s níž má dvojčata. Pár se setkal v průběhu jednoho ze setkání s přáteli u karaoke. V roce 2013 vystoupili spolu v pořadu X Factor, ve kterém se oba dostali do semifinále soutěže. Několik měsíců po finále talentové show se manželství rozpadlo. Dne 17. července 2015 se oženil s televizní moderátorkou Agnieszkou Popielewicz. Svatba se konala v Římě v Palazzo dei Senatori na pahorku Kapitol.

## Diskografie

### Studiová alba
| Název                 | Dateily                                                       | Umístění v žebříčku | Prodeje        | Certifikace            |
| Název                 | Dateily                                                       | POL                 | Prodeje        | Certifikace            |
| --------------------- | ------------------------------------------------------------- | ------------------- | -------------- | ---------------------- |
| Z całych sił (& Tabb) | - Vydáno: 27. květen 2014 - Vydavatel: Gorgo Music/Sony Music | 9                   | - POL: 30 000+ | - POL: platinová deska |

### Singly
| Rok  | Titul                   | Nejvyšší pozice v žebříčku | Nejvyšší pozice v žebříčku | Nejvyšší pozice v žebříčku | Nejvyšší pozice v žebříčku | Nejvyšší pozice v žebříčku | Nejvyšší pozice v žebříčku | Certifikace            | Prodejnost     | Album        |
| Rok  | Titul                   | POL (airplay)              | POL (airplay nowości)      | POL (airplay TV)           | RMF                        | PiK                        | SLiP                       | Certifikace            | Prodejnost     | Album        |
| ---- | ----------------------- | -------------------------- | -------------------------- | -------------------------- | -------------------------- | -------------------------- | -------------------------- | ---------------------- | -------------- | ------------ |
| 2014 | „Na chwilę” (oraz Tabb) | 1                          | 1                          | 1                          | 1                          | 3                          | 3                          |                        |                | Z całych sił |
| 2014 | „Wstaję” (oraz Tabb)    | 2                          | 3                          | –                          | 1                          | 6                          | 6                          |                        |                | Z całych sił |
| 2014 | „Pusty dom” (oraz Tabb) | 5                          | 2                          | –                          | 1                          | 25                         | 23                         |                        |                | Z całych sił |
| 2015 | „Zagadka” (oraz Tabb)   | 19                         | 3                          | –                          | 1                          | –                          | 23                         |                        |                | Z całych sił |
| 2016 | „Pod wiatr”             | 2                          | 4                          | 5                          | 1                          | 26                         | 27                         | - POL: platinová deska | - POL: 20 000+ | –            |

### S hostujícím podílem
| Rok  | Název                                         | Nejvyšší pozice v žebříčku | Album          |
| Rok  | Název                                         | POL (airplay nowości)      | Album          |
| ---- | --------------------------------------------- | -------------------------- | -------------- |
| 2015 | „Puls” (Kasia Cerekwicka feat. Grzegorz Hyży) | 5                          | Między słowami |

### Videoklipy
| Rok  | Název                | Řežisér/Realizace | Zdroj  |
| ---- | -------------------- | ----------------- | ------ |
| 2014 | „Na chwilę” (& Tabb) | Grupa 13          | [ 25 ] |
| 2014 | „Wstaję” (& Tabb)    | Damian Bieniek    | [ 26 ] |
| 2015 | „Pusty dom” (& Tabb) | Limited Edition   | [ 27 ] |

## Ocenění a nominace
| Rok  | Kategorie                                | Umělec/píseň         | Cena                   | Výsledek  |
| ---- | ---------------------------------------- | -------------------- | ---------------------- | --------- |
| 2014 | Nejlepší rádiový debut                   | Grzegorz Hyży        | Eska Music Awards 2014 | vítězství |
| 2014 | Nejlepší hit                             | „Na chwilę” (& Tabb) | Eska Music Awards 2014 | nominace  |
| 2014 | eskaGO Award – Najlepszy artysta w sieci | Grzegorz Hyży        | Eska Music Awards 2014 | nominace  |
| 2015 | Fonografický debut rok                   | Grzegorz Hyży        | Fryderyki 2015         | nominace  |